# الجبهة الديمقراطية للوحدة
الحزب الديمقراطي للوحدة حزب سياسي في مالاوي أسسه باكيلي مولوزي سنة 1994.

## تاريخه
حزب يقول بالانتماء للتيار الليبرالي وله تواجد مهم في مناطق الجنوب التي تسكنها اثنية الياو، رأس باكالي مولوزي البلد باسم الحزب من 1994 إلى 2004.
الحزب الديمقراطي للوحدة حزب بارز في مالاوي وكان عضوا في الأممية الليبرالية حتى سنة 1994.